# Corrado Corradini
Corrado Corradini, également appelé Corradino Corradini, né à Turin le 1er janvier 1852 et mort le 9 juillet 1923 dans la même ville, est un poète, homme de lettres, ainsi qu'un dirigeant de football italien.

## Biographie
« La victoire est du fort qui a foi. »

— Couverture du premier numéro du Hurrà Juventus, 10 juin 1915
Il est principalement connu pour avoir fait partie de l'effectif du club piémontais de football du Juventus Football Club.
Il en fut tout d'abord le directeur général ainsi que l'éditeur, devenant en 1915 le premier directeur de rédaction du Hurrà Juventus, journal exclusivement destiné au club, et créé cette année-là.
La même année, il compose le premier hymne officiel du club, qui sera par la suite chanté par les joueurs lors des matchs à domicile au Stadio Comunale entre 1963 et 1972.
Voici l'hymne national composé par Corradini :

« 

Juventus, Juventus,

la squadra dei grandi sei tu

che non tramonta più.
La gioventù, di cui portiamo il nome,

ci pulsa appien nei muscoli e nel cuor

sappiam goder ma pur sappiamo come

si debba oprar sui campi dell'onor.
[...]
Noi riderem di quei vecchioni

nel nome della gioventù

eternerem le tradizioni

del Club che non tramonta più! »

— Hymne du Foot-Ball Club Juventus en 1915.
Corradini est notamment célèbre dans l'histoire du club de la Vieille Dame, car en tant qu'éditeur, il fait partie d'un Comité présidentiel de la première guerre mondiale pendant la guerre, avec entre autres Fernando Nizza, un ancien joueur du club.
Ensemble, mais surtout Corradini, ils créent le premier journal entièrement destiné au club de la Juventus, le Hurrà Juventus, mensuel destiné aux joueurs sorti pour la première fois le 10 juin 1915, et supporters du club pendant la Première Guerre mondiale, existant encore aujourd'hui,.
Mais Corradini est surtout connu pour avoir pris la présidence du club, au sortir de la guerre, entre 1919 et 1920, succédant au comité de guerre (Armano, Zambelli et  Nizza). Il devient donc le premier dirigeant du club d'après-guerre.